# Microsoft Sway
Microsoft Sway – internetowa aplikacja opracowana przez przedsiębiorstwo Microsoft. Została uruchomiona 1 października 2014 jako część pakietu Microsoft Office.

## Przegląd
Sway pozwala użytkownikom na łączenie tekstu i mediów w celu stworzenia prezentacji internetowej lub stron internetowych metodą WYSIWYG. Nie jest do tego wymagana wiedza na temat języków skryptowych, czy zasad tworzenia witryn. Podczas tworzenia użytkownicy mogą dodawać multimedia z urządzenia lub z takich źródeł internetowych, jak Twitter, OneDrive, YouTube czy Facebook. Tworzone prezentacje lub witryny internetowe mogą być wyświetlane za pomocą przeglądarki internetowej lub aplikacji, które wkrótce zostaną wydane na Windows Phone, iOS, Androida.

## Sposób działania
Aplikacja Sway wykorzystuje serwery Microsoftu. Pozwala to na renderowanie projektów w chmurze, jak również pomaga w samym procesie projektowania witryny. Sway pozwala na tworzenie natywnych wersji stron lub prezentacji. Przygotowanych zostaje kilka wersji projektu po stronie serwera, a każda wersja jest dostosowana do specyfikacji wybranych urządzeń. Zawartość jest wyświetlana w sposób responsywny.

## Wydanie
Microsoft udostępnił wersję preview aplikacji Sway w dniu 1 października 2014 roku. Zaznaczono, że nie będzie wymagać subskrypcji Office 365.